# جيب غلاديتور
جيب غلاديتور (بالإنجليزية: Jeep Gladiator)‏ هي سيارة من تصنيع شركة جيب (سيارة) .